# لودمیلا توریسشوا
لودمیلا توریسشوا ورزشکار زن رشتهٔ ژیمناستیک اهل کشور اتحاد جماهیر شوروی است. وی در بین سال‌های ‎۱۹۶۸ تا ۱۹۷۶ میلادی در مسابقات بازی‌های المپیک تابستانی در مجموع ۹ مدال، شامل ۴ مدال طلا، ۳ نقره و ۲ برنز را کسب کرد.